# Cesare Arici

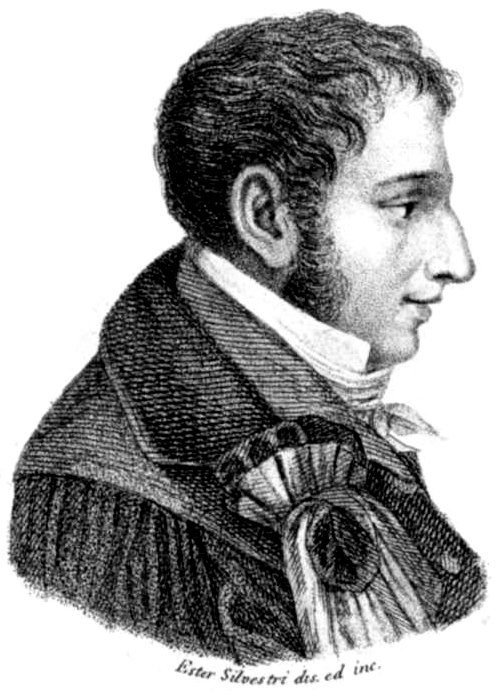
Cesare Arici

Cesare Arici (* 2. Juli 1782 in Brescia; † 2. Juli 1836 ebenda) war ein italienischer Dichter.

## Leben
Arici war der Sohn von Agostino Arici und dessen Frau Caterina (geborene Brozzoni). Er wurde bis zu seinem zehnten Lebensjahr im Haus der Eltern erzogen und besuchte anschließend eine Schule für Adlige, in der er sich dem Studium der italienischen und lateinischen Klassiker widmete. Im Jahr 1802 begann er, nach dem Abschluss eines Jurastudiums in Bologna, seine Arbeit als Rechtsgelehrter am Appellationsgericht von Brescia. Von 1807 bis 1808 war er unter Napoleon I. Gerichtsschreiber am Zivil- und Strafgericht des Département Mella. Obwohl er den Franzosen wenig Sympathie entgegenbrachte, rezitierte er eine anlässlich der Krönung Napoleons verfasste Ode Le vittorie, um so seine Stellung zu festigen. Er verfasste auch Verse zur Geburt des „Königs von Rom“ Napoleon Franz Bonaparte (1811) und die Vizekönigin Amalia Augusta von Italien. Um sich nicht bei der Regierung unbeliebt zu machen, war stets darauf bedacht keine politischen Texte zu veröffentlichen.
Nach der Veröffentlichung seines ersten didaktischen Gedichts La Coltivazione degli Olivi (‚Die Kultivierung von Olivenbäumen‘, Brescia 1808) war es ihm möglich weinen Beruf aufzugeben. Es erwarb ihm zudem die Freundschaft Vincenzo Montis, die Aufnahme in das Athenäum von Brescia und 1810 die Ernennung zum Professor der Beredsamkeit, später der Geschichte und Literatur am Lyceum daselbst. Durch die Fürsprache Montis bekleidete er das Amt des Sekretärs der Verona-Sektion des Italienischen Instituts. Nach der Aufhebung dieses Lehrstuhls (1824) erhielt er die Professur der lateinischen Sprache. Hier konnte er sich seiner Tätigkeit als Dichter und Gelehrter widmen. 1835 wurde er korrespondierendes Mitglied der Accademia della Crusca. Er schrieb eine Anzahl lyrischer Gedichte und mehrere Prosaschriften. Seine letzte größere Dichtung: Gerusalemme distrutta, welche den Untergang Jerusalems durch Titus besingt, blieb unvollendet.

## Werke (Auswahl)
Von seinen poetischen Werken galt La Coltivazione degli Olivio (archive.org) als das bedeutendste und verschaffte ihm einen Platz unter den angesehenen didaktischen Dichtern Italiens. Von seinen anderen Gedichten derselben Gattung wurden Il Corallo (1810), La Pastorizia (1814) und L’ origine delle fonti (1834) am bekanntesten. Diese Werke zeichnen sich durch ausgesuchte Eleganz des Stils und Versbaus aus.
- Poesie e prose di Cesare Arici Nicolò Bettoni, Brescia 1818–1819 (archive.org, archive.org, archive.org).
- Mehrere Biografien In: Davide Bertolotti: Vite e ritratti di venticinque uomini illustri Tipografia della Minerva, Padua 1822 (Textarchiv – Internet Archive, unter anderem Vita dell’imperatrice Maria Teresa, Vita di Giovanni Locke, Vita di Francesco D’Arouet Voltaire, Vita di Benjamino Franklin).
- Alcune Poesie di Cesare Arici di Brescia Giovanni Silvestri, Mailand 1827.
- Versi sacri. Nicolò Bettoni, Brescia 1828 (archive.org).